# Badumna hygrophila
Badumna hygrophila là một loài nhện trong họ Desidae.
Loài này thuộc chi Badumna. Badumna hygrophila được miêu tả năm 1902 bởi Eugène Simon.